# Tanocryx pinheyi
Tanocryx pinheyi är en fjärilsart som beskrevs av Pierre E.L. Viette 1973. Tanocryx pinheyi ingår i släktet Tanocryx och familjen nattflyn. Inga underarter finns listade i Catalogue of Life.